# Kaijakallio (ö i Kymmenedalen, Kouvola, lat 60,98, long 26,21)
Kaijakallio är en ö i Finland. Den ligger i sjön Vähä Valkjärvi och i kommunen Itis i den ekonomiska regionen  Kouvola ekonomiska region  och landskapet Kymmenedalen, i den södra delen av landet, 110 km nordost om huvudstaden Helsingfors. Öns största längd är 10 meter i nord-sydlig riktning.